# 若松進一
若松進一（わかまつしんいち、1944年10月3日 - ）は、愛媛県の地域づくりリーダー。愛媛県伊予郡双海町下灘（現在は伊予市）出身。愛媛県立宇和島水産高等学校漁業科を卒業後、家業の漁業に就く。青年団活動で愛媛県青年団連合会会長、四国四県青年団連絡協議会会長などを歴任。総理府第10回青年の船班長としてアメリカ・メキシコを訪問。リーダーシップを見込まれて双海町役場に入庁。広報、社会教育主事等を担当。国鉄下灘駅のプラットフォームコンサート、双海シーサイド公園など双海町の「夕日のまちづくり」を主導してきた。1994年地域振興課長、2003年教育長などを歴任。教育長を最後に役場を定年退職後、双海町下灘の「水平線の家」で人材育成を実践している。2003年観光カリスマ認定。えひめ地域づくり研究会議代表運営委員。

## 著作
- 『町に吹く風　広報ふたみ・コラム10年間の記録』
- 『今やれる青春』（アトラス出版、2001年）
- 『昇る夕日でまちづくり』（アトラス出版、2000年）